# SMART-1
Koordinaten: 34° 15′ 43,2″ S, 46° 11′ 34,8″ W
SMART-1 (Small Missions for Advanced Research in Technology, englisch für Kleine Missionen für fortgeschrittene Technologiestudien) war eine Raumfahrtmission für Technologieerprobung und dabei erste Raumsonde der ESA, die den Erdmond erforschte.

## Missionsziele
Ein Hauptziel der Mission war es, einen neuartigen, solarelektrisch betriebenen Ionenantrieb und damit verbundene neue Navigations- und Kommunikationstechniken zu testen und für die Raumfahrt zu qualifizieren. Eigentlich sollte mit Stentor Alliance bereits am 11. Dezember 2002 ein Satellit zum Test des Antriebs starten. Ein Vulcain-2-Triebwerk der Rakete versagte und die Rakete musste gesprengt werden, der Satellit ging dabei verloren.
SMART-1 war somit die erste Sonde der ESA und die dritte Sonde überhaupt, die einen solchen Antrieb verwendete. Die erste Sonde war die amerikanische Sonde Deep Space 1, die zweite die im Mai 2003 gestartete japanische Hayabusa.
Nachdem sie auf eine Umlaufbahn um den Mond eingeschwenkt war, untersuchte SMART-1 ab Mitte November 2004 die chemische Zusammensetzung der Mondoberfläche und suchte nach Wasser in Form von Eis. Die Wissenschaft gewann Daten zur Erklärung der Entstehung des Mondes vor rund 4,5 Milliarden Jahren.

## Entwicklung
Die Sonde wurde innerhalb von vier Jahren entwickelt. Hauptauftragnehmer war das staatliche Unternehmen Swedish Space Corporation (SSC) im Auftrag der ESA. Der Bau erfolgte bei Saab Space in Linköping, dort erfolgten auch die Tests unter der Aufsicht der SSC. Die Mission von SMART-1 kostete 110 Millionen Euro und damit nur etwa 20 Prozent einer typischen europäischen Weltraummission. Modifizierte Kopien einiger Instrumente von SMART-1 starteten später mit der indischen Mondsonde Chandrayaan-1.

## Technik

### Aufbau
Alle Systeme inklusive Antrieb und Instrumente waren in einem Quader von 157 × 115 × 104 cm untergebracht. Bei der Entwicklung der Sonde wurde sehr auf die platzsparende Ausführung der einzelnen Systeme geachtet. So war zum Beispiel das Röntgenteleskop D-CIXS nur 15 Zentimeter breit und wog 5 Kilogramm. Die Sonde hatte eine Startmasse von 367 Kilogramm inklusive Treibstoff und Stützmasse. 19 Kilogramm davon entfielen auf die Nutzlast. Mit den ausgefahrenen Solarpaneelen hatte die Sonde eine Spannweite von 14 Metern.

### Energieversorgung
Die Energie für das neuartige Ionen-Triebwerk wurde mithilfe von Dreischicht-Solarzellen aus Gallium-Indium-Phosphid, Galliumarsenid und Germanium generiert, die eine Effizienz von 25 % hatten. Der Solargenerator hatte eine Leistung von 1975 W. An Bord waren fünf Lithium-Ionen Batterien mit jeweils 40 Ah, insgesamt spezifiziert und reguliert für 130 Ah Kapazität.

### Ionenantrieb

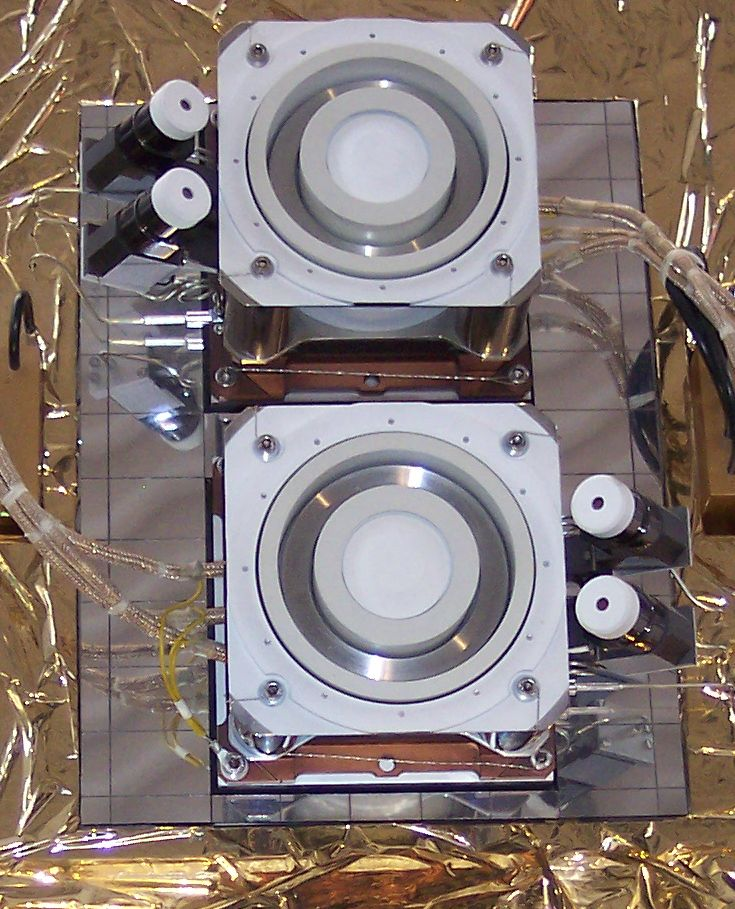
Zwei PPS-1350-Ionenantriebe

Als Stützmasse verwendete der „Hall-Effekt“-Antrieb vom Typ PPS 1350 ionisiertes Xenon. Das Triebwerk war in zwei Achsen schwenkbar in einem Bereich von 10º und konnte einen relativ geringen Schub von 70 Millinewton erzeugen, was etwa die Gewichtskraft eines Blattes Papier ist. Dafür verlässt das Xenon den Antrieb mit enormer Geschwindigkeit über eine Öffnung von 10 cm Durchmesser, sodass ein hoher spezifischer Impuls entsteht. Die Stützmasse konnte so äußerst effizient ausgenutzt werden. Da ein Ionen-Triebwerk im Gegensatz zu chemischen Triebwerken nicht nur über Minuten, sondern über Monate oder gar Jahre hinweg beschleunigen kann, ist die erreichbare Geschwindigkeitsänderung Delta v sehr hoch. Insgesamt benötigt diese effektive Technik so deutlich weniger Stützmasse, als ein herkömmliches chemisches Triebwerk an Treibstoff mitführen muss. Der Nachteil der Technologie liegt im hohen Energiebedarf. In einem 50-Liter-Druckbehälter waren etwa 84 Kilogramm Xenon als Stützmasse unter einem Druck von 150 bar. SMART-1 benutzte während der gesamten Mission fast ausschließlich das Ionen-Triebwerk. Während die 1998 gestartete NASA-Sonde Deep Space 1 noch ein herkömmliches chemisches Triebwerk verwendete, um dem Gravitationsbereich der Erde zu entkommen, verblieb SMART-1 stets im Gravitationsbereich der Erde (Grenze bei ca. 1 Million Kilometer). Die Xenonvorräte waren am Ende der Mission vollständig aufgebraucht bis auf eine geringe technisch bedingte Restmenge in Tank und Leitungen. Das EPDP-System diente dabei zur Überwachung der Leistung des Ionentriebwerks.

### Bordcomputer
Der Bordcomputer basiert auf dem TCS695E Chip, einem ERC-32 Prozessor von Atmel mit einer Taktfrequenz von 20 MH und einem 4Gbit DRAM Massenspeicher. Es gab einen Bus für das System und einen Bus für die Nutzlasten. Aufgebaut war das System aus 8 Steckkarten für Prozessor, Speicher, Telemetrie/Telecomand, Antrieb und vier Remote Terminal Units (RTU). Die RTUs stellten die Verbindung her zu den Einrichtungen der Plattform, die nicht an den Bus angeschlossen werden konnten, wie die Reaktionsräder, das System der Hydrazintriebwerke, die Sternsensoren, Sonnensensoren, Wärmekontrolle, elektrischer Antrieb.

### Lagekontrolle
Das Lagekontrollsystem (Attitude Orbit and Control Subsystem/AOCS) für den drei-Achsen stabilisierten Satelliten war bewährte Technologie und wurde vom Odin Satellit übernommen. Das Kernstück waren zwei Sternsensoren und vier Reaktionsräder in tetraedrischer Anordnung. Die Sternsensoren ASC (Advanced Stellar Compass) wurde von DTU in Dänemark hergestellt. Dazu kamen drei Sonnensensoren und fünf Quarz-Drehratensensoren von Systron Donner. Es gab acht kleine 1-Newton Steuerdüsen mit Hydrazin betrieben für die Lagekontrolle. Mit diesen Triebwerken wurde die Drehbewegung des Satelliten kontrolliert und die Reaktionsräder entsättigt, sie waren nicht dafür ausgelegt den Satelliten zu beschleunigen. Am Ende der Mission wurde mit diesen Düsen die Flugbahn sehr langsam abgesenkt, bis es zum Aufschlag auf der Mondoberfläche kam.

### Navigation
Die Sonde setzte ein neuartiges Navigationssystem namens OBAN (OnBoard Autonomous Navigation) ein. Dieses funktionierte vollständig autonom, es folgte vollautomatisch einer vorprogrammierten Flugbahn. Die Sonde machte im Abstand von zwei Minuten Aufnahmen von der Erde, dem Mond und den Sternen und verglich diese miteinander und berechnete daraus die Position im Raum und korrigierte damit automatisch den Kurs. Durch dieses System erübrigte sich ein Bodenteam, das ständig die Navigation der Sonde übernimmt. Dank OBAN nahm die Bodenstation nur zweimal pro Woche für je acht Stunden mit der Sonde Kontakt auf, dies führte zu enormen Kosteneinsparungen bei den Bodenteams. Für die autonome Kontrolle gibt es zwei Mechanismen: Der Mission Timeline Handler und das Fehlerkorrektursystem. Der Mission Timeline Handler kümmert sich um die vorgegebene Reihenfolge der Aktionen und gibt die entsprechenden Befehle zur richtigen Zeit. Das Fehlerkorrektursystem FDIR (Failure Detection, Isolation and Recovery) überwacht die Ausführung der Befehle und reagiert auf Fehler, auch auf Meldungen von AOCS. Das System reagiert auf Meldungen auf verschiedenen Prioritätsebenen und entscheidet selbstständig, wie auf den Fehler reagiert wird und verhindert so, dass das Raumfahrzeug in den Sicherheitsmodus wechselt, es sei denn, dass der Fehler so gravierend ist, dass die Sicherheit des Raumfahrzeugs auf dem Spiel steht.

### Kommunikation
Die Sonde verfügte über drei unterschiedliche Kommunikationssysteme.

#### S-Band Kommunikation
Die Kommunikation mit dem Satellitenbus erfolgte über zwei S-band TT&C Transponder mit 65 Kbit/s Datenrate.  Es gab dafür zwei Rundstrahlantennen mit niedrigem Gewinn und einer Datenrate von 2 kbit/s und eine Mittelgewinnantenne MGA mit einer Datenrate von 65 kbit/s. Die Kommunikation im Radiobereich ging über das ESTRACK, zeitweise unter Einbindung der 30-Meter-Antenne der Bodenstation Weilheim.

#### Laserlink
Seit 2002 experimentierte die ESA mit Kommunikation via Laser im Orbit. SMART-1 führte einen Empfänger für die LaserLink genannte Technologie mit. Von der Optical Ground Station (OGS) der ESA beim Observatorio del Teide auf Teneriffa aus wurde ein 28 W starker Laserpuls ausgesendet, der dann von der Sonde mit AMIE empfangen wurde. Dabei gewann man Rückschlüsse auf Absorption und Streuung des Signals an der Erdatmosphäre.

#### KaTE
An Bord war das KaTE Experiment für den Test von neuen Formen der Kommunikation. Wie auch die amerikanische Marssonde Mars Reconnaissance Orbiter (MRO) setzte SMART-1 zur Erprobung das Ka-Band zur Datenübertragung ein. Dieses nutzt Frequenzen im Bereich zwischen 32 GHz und 34 GHz. Daneben wurde jedoch auch das X-Band (7–8 GHz) betrieben. KaTE wurde von Astrium gebaut und von ESA und ESTEC verantwortet. Die erreichbare Datenrate war bis zu 500 kbit/s aus einer Mondumlaufbahn. SMART-1 war dabei die erste Raumsonde, die Turbo-Codes zur Kommunikation nutzte, ein neuartiges hocheffizientes Fehlerkorrekturverfahren. Untersucht wurde auch der Betrieb von VLBI. KaTE unterstützte das Radio-Experiment RSIS. KaTE ermöglichte mit seiner hohen Datenrate die Übertragung der Wissenschaftsdaten. KaTE hatte eine Masse von of 6,2 kg und benötigte zum Betrieb 28 W. Als Bodenstation für Ka-Empfang kam VIL-4, eine 12-m-Antenne der ESA in Villafranca und die DSS-13 Station der NASA in Goldstone zum Einsatz. Die Deep-Space-Station DSA2 in Cebreros mit Ka-Empfang wurde 2005 in Betrieb genommen und nutzte die Signale bereits während der Kommissionierungsphase.
Der erfolgreiche Test der Technologie war eine Voraussetzung für den Einsatz bei BepiColombo und Solar Orbiter und für den Einsatz von Methoden wie Doppler- und Entfernungsmessungen sowie Delta-DOR bei den folgenden Missionen.

## Experimente
19 Kilogramm wog die Nutzlast der wissenschaftlichen Instrumente. Die Sonde trug verschiedene Kameras und Instrumente für verschiedene Wellenbereiche mit sich.

### AMIE
AMIE war eine ultrakompakte optische Kamera, die insgesamt ca. 32.000 Bilder vom Mond aufnahm. Aus einer Umlaufbahn von 400 km Höhe konnte die Kamera eine Auflösung von 40 m pro Pixel erreichen. Die Kamera konnte das gefilterte „weiße“ Licht erfassen und hatte zusätzlich drei Filter mit Bändern von 750 nm, 900 nm und 950 nm mit denen die Absorption von Mineralien der Pyroxengruppe und von Olivin erkannt werden konnte.

### SIR
Das Infrarotspektrometer (SIR) erstellte eine mineralogische Karte des Mondes.

### D-CIXS
Röntgenteleskop D-CIXS suchte auf der Oberfläche nach der Signatur von Wassereis. Das Instrument registrierte Calcium und Magnesium auf der Oberfläche des Mondes. Weitere Experimente beschäftigten sich mit dem Einfluss des Mondes auf den Sonnenwind und mit der Röntgenaktivität der Sonne.

### SPEDE (Spacecraft Potential, Electron and Dust Experiment)
Dieses Experiment hatte zwei Sensoren am Ende von 60 cm langen Auslegern. Die Sensoren konnten als Langmuir-Sonde oder als Sonde für elektrische Felder betrieben werden. Zusammen mit dem EPDP überwachte man damit die Funktion des Ionenantriebs. Es ließen sich damit das elektrische Potential und induzierte Ströme messen, also ob sich die Sonde statisch auflädt. Der Messbereich ging über einige zehn eV und über Plasmadichten von 1/10 bis 1000 Partikel pro cm3. Unterwegs ließen sich damit räumlich/zeitliche Schwankungen des Plasmas und der Elektronendichte messen, die mit dem Sonnenwind in Verbindung stehen. SPEDE hatte eine Masse von 0,8 kg und benötigte 1,8 W für den Betrieb.

### RSIS
Ein Radioexperiment, mit dem man eine neue Art der Messung der Rotation von Planeten und Monden testen konnte. Für dieses Experiment wurden die Kommunikationseinrichtungen der Sonde genutzt.

## Flugverlauf

### Start
SMART-1 startete am 27. September 2003 um 23:14 Uhr UTC vom Weltraumbahnhof Kourou im südamerikanischen Französisch-Guayana an Bord einer Trägerrakete vom Typ Ariane 5 zunächst in eine Erdumlaufbahn auf etwa 4800 Kilometer Höhe. Das dauerte etwa 42 Minuten. Neben SMART-1 waren auch zwei Nachrichtensatelliten, der indische INSAT-3E und der e-Bird der Firma Eutelsat als Nutzlasten an Bord der Rakete. Ursprünglich sollte sich SMART-1 bis März 2005 in einer spiralförmigen Bahn zum Mond „schrauben“. Da aber der Ionenantrieb besser funktionierte als die pessimistischere Prognose der ESA-Wissenschaftler und Ingenieure, konnte die Sonde schon am 15. November 2004 im Abstand von 5000 bis 6000 Kilometer in eine Umlaufbahn um den Mond einschwenken.

### Mondorbit
Am 26. Januar 2005 begann der Orbiter mit dem Fotografieren der Mondoberfläche aus einer oberflächennahen Umlaufbahn. Vier Wochen später erreichte SMART-1 eine sehr elliptische Umlaufbahn in einem Abstand von 300 km vom Südpol und 3000 km vom Nordpol und hielt diese für 5 Monate bei. Aufgrund des guten Verlaufes wurde im Februar 2005 von der ESA die Mission um ein Jahr verlängert.

### Einschlag

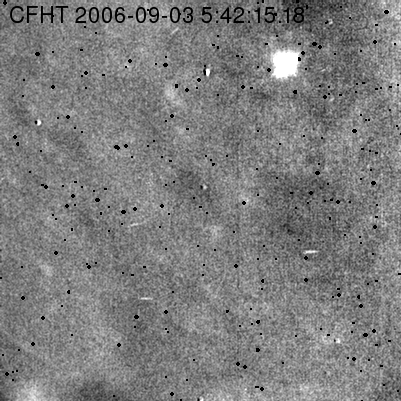
Der Einschlag, beobachtet vom Canada-France-Hawaii Telescope

Das Missionsende wurde auf den 3. September 2006 um 05:41 Uhr UTC festgelegt. Der unverhofft große Rest des verbleibenden Treibstoffes wurde dazu genutzt, die Umlaufbahn um einige Kilometer anzuheben, sodass der Einschlag der Sonde auf der erdzugewandten Seite des Mondes stattfinden und so von der Erde aus beobachtet und das ausgeschleuderte Material analysiert werden konnte. Die Sonde schlug um genau 05:42 Uhr und 22 Sekunden auf. Die Aufschlagstelle lag gemäß dem Mondkoordinatensystem bei 46,193 Grad West und 34,262 Grad Süd in der Formation Lacus Excellentiae („See der Vortrefflichkeit“) bei einer Aufprallgeschwindigkeit von etwa 2 km/s und einem Aufprallwinkel zwischen 5° und 10°. Durch hochauflösende Bilder des Lunar Reconnaissance Orbiter konnte im September 2017 der exakte Aufschlagpunkt ermittelt werden. SMART-1 hatte beim Aufprall eine Furche von 4 m Breite und 20 m Länge in die Mondoberfläche gezogen.

## Ergebnisse
Insgesamt konnte der Satellit alle primären und sekundären Ziele erreichen und neben den Technologietests eine große Menge wissenschaftlicher Daten gewinnen. Die Aufnahmen wurden in einem Mosaik zusammengesetzt und genutzt, um eine komplette Karte des Monds zu erstellen und mögliche Landestellen für einen Lander oder Rover zu erkunden. Die Sonde konnte am Südpol einen Ort entdecken, der Peak of Quasi-Eternal Sunlight  genannt wird und 7 km vom Rand des Shackleton Kraters entfernt liegt. Dieser Ort liegt nie im Schatten und könnte dazu dienen, um dort Solargeneratoren zu positionieren zur permanenten Stromversorgung einer Mondstation.